# Daniel Hubert Gillard
Daniel Hubert Gillard (Gingelom, Limburgo; 6 de junio de 1936-Cali, 10 de abril de 1985) fue un sacerdote belga, asesinado en Colombia por el Ejército Nacional.

## Biografía
Nacido en Bélgica,  perteneció a la Comunidad de asuncionistas o agustinos de la asunción sus 30 años llegó a Colombia en 1965 donde realizó labores sociales y en sus últimos 15 años de vida vivió y adelanto trabajo social en el Distrito de Aguablanca en Cali.

“Donde hay voluntad siempre hay un camino“
Daniel Hubert Gillard

## Asesinato
Fue asesinado en Cali, el 10 de abril de 1985 en el barrio Vergel cuando se movilizaba hacia la parroquia del Señor de los Milagros, en un campero Nissan rojo, recibió 5 impactos de bala, sus acompañantes  Nohemí Arévalo, contadora de Caritas y Rigoberto Cortés resultaron heridos, fue traslado a una clínica donde se mantuvo inconsciente bajo muerte cerebral y  donde moriría al ser desconectado su oxígeno el 26 de octubre de 1985. Se denunció que fue asesinado por el Ejército Nacional y efectivos del Departamento Administrativo de Seguridad (DAS). Su muerte quedó en la impunidad y fue mencionada por el expolicía Ricardo Gómez Mazuera en 1989.

## Homenajes
En su honor se creó la  Corporación cívica Daniel Gillard (CECAN), que es propietaria del Canal 2 de Cali.